# Protocalliphora falcozi
Protocalliphora falcozi är en tvåvingeart som beskrevs av Seguy 1928. Protocalliphora falcozi ingår i släktet Protocalliphora och familjen spyflugor. Inga underarter finns listade i Catalogue of Life.